# 黃喜

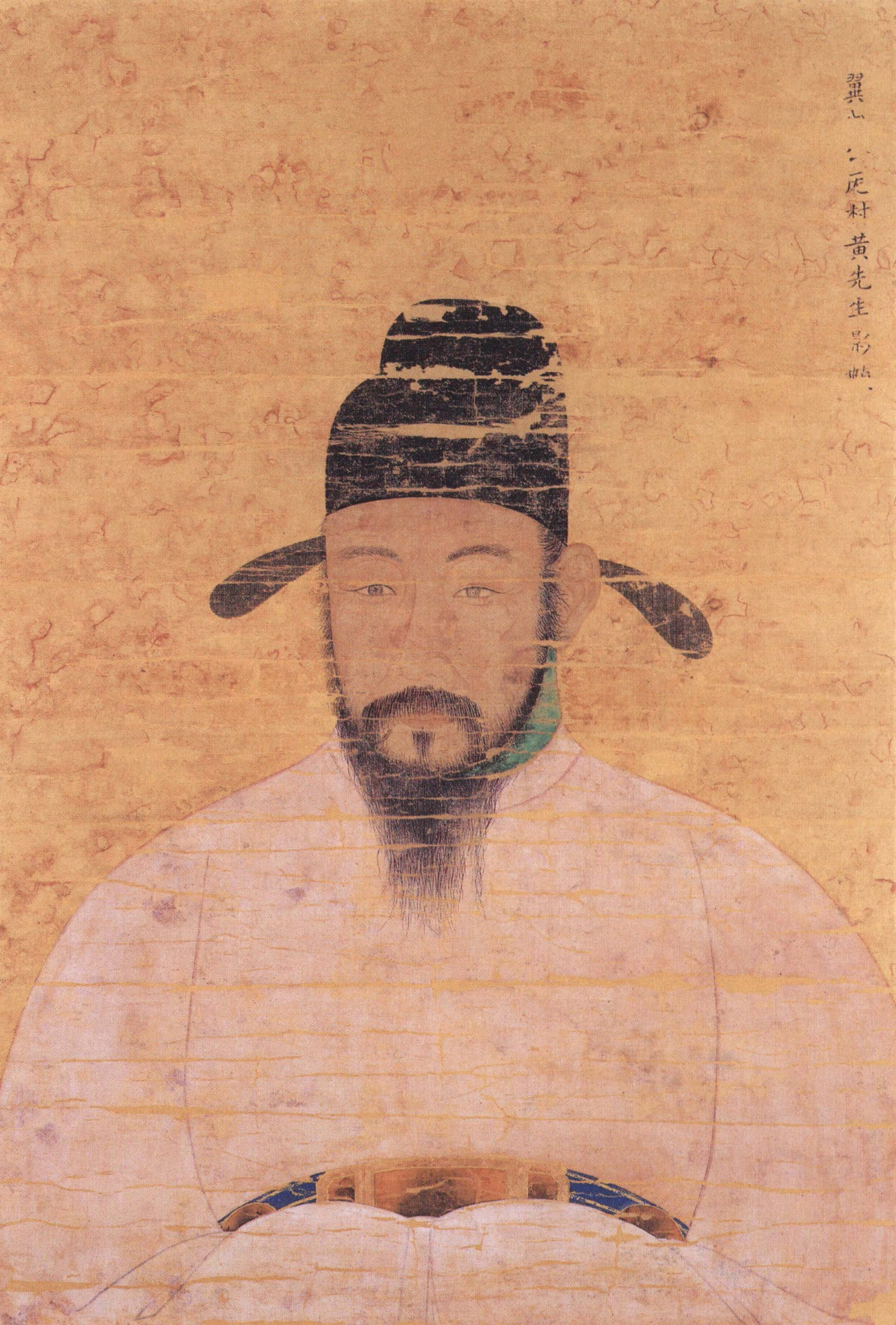
翼成公厖村黃先生影帧

黃喜（：／，1363年—1452年），本貫長水黃氏，字懼夫，號厖村、諡號翼成，高麗王朝和朝鮮王朝時期人物。朝鮮王朝的大臣。

## 生平
判江陵大都護府使黃君瑞的庶子。1376年(禑王2年) 蔭敍官任福安宮錄事。1383年進士試合格、1389年(昌王1年)文科的及第, 次年入成均館學官。高麗滅亡後杜門洞的隱居。1394年太祖李成桂的懇請出仕成均館學官,兼世子右正字。以後歷直藝文春秋館·司憲監察·門下右拾遺·京畿道都使。
1400年刑部·禮部·吏部·兵部正郞, 1404年右司諫大夫, 1405年知申事。 1409年刑部·大司憲, 1411年兵部, 1413年禮部, 1415年吏部判書以后訟事的問責免職, 復歸戶曺判書, 平陽府尹, 1418年任漢城府判事。 
1422年議政府左參贊，禮曺判書歷江原道觀察使。1426年 吏曺判書陞右議政，1427年 左議政。1431年任朝鮮王朝的首相領議政。

## 著作
- 《經濟六典》（경제육전）